# Litobratřice
Litobratřice település Csehországban, a Znojmói járásban. Litobratřice Jiřice u Miroslavi, Hrušovany nad Jevišovkou, Damnice, Břežany, Troskotovice, Jevišovka és Drnholec településekkel határos. Lakosainak száma 494 fő (2024. január 1.).

## Népesség
A település lakosságának változását az alábbi diagram mutatja:
| Lakosok száma | 1202 | 1259 | 1320 | 791  | 586  | 505  | 467  | 468  | 496  | 494  |
|               | 1869 | 1890 | 1921 | 1950 | 1980 | 2001 | 2017 | 2019 | 2022 | 2024 |